# Coracina larvata
El oruguero de la Sonda (Coracina larvata) es una especie de ave paseriforme en la familia Campephagidae.

## Distribución y hábitat
Se lo encuentra en Indonesia y Malasia, en las islas de Borneo, Sumatra y Java. Su hábitat natural son los bosques montanos húmedos subtropicales o tropicales.